# Люц, Фридерике
Фридерике Лютц (нем. Friederike Lütz; род. 26 марта 1988, Дортмунд) — немецкая гандболистка, правая крайняя команды «Боруссия» (Дортмунд).

## Карьера

### Клубная
За свою карьеру выступала в клубах «Менгеде», «Боруссия» Дортмунд и «Букстехуде», с последним клубом выиграла Кубок вызова ЕГФ. После сезона 2012/2013 завершила карьеру, решив сосредоточиться на учёбе в университете на факультете архитектуры, но в сентябре 2013 года вернулась в состав «Боруссии».

### В сборной
В сборной в 9 играх забила 19 голов. Дебютировала 16 октября 2006 в поединке против Нидерландов.